# Lagaunspitze
Die Lagaunspitze ist ein 3438 m s.l.m. hoher Berg im Saldurkamm im Südtiroler Teil der Ötztaler Alpen. Zusammen mit der 3433 m s.l.m. hohen Saldurspitze bildet sie einen markanten Zwillingsgipfel.

## Lage und Umgebung
Die Lagaunspitze befindet sich im Nordwesten Südtirols im Bereich des Saldurkamms. Sie erhebt sich in einem kurzen Seitenkamm, der von der Saldurspitze aus ostwärts in das innere Schnalstal hineinragt. Der nächstgelegene Gipfel ist die etwa 300 m entfernt im Nordwesten gelegene Saldurspitze. Umgeben ist der Berg von den Gletscherfeldern des Lazaunferners im Norden und des Lagaunferners im Süden. Administrativ gehört das Gebiet zur Gemeinde Schnals.

## Anstiege
Wie auch die benachbarte Saldurspitze gilt der Lagaunspitze als äußerst aussichtsreich, ist aber durch keinen markierten Weg erschlossen und wird als anspruchsvolle Hochtour relativ selten erstiegen. Die Erstbesteigung geht auf das Jahr 1876 zurück, als Carl Hecke und sein Bergführer Gabriel Spechtenhauser den Gipfel erreichten. Da die Lagaunspitze über den Verbindungsgrat zur nahen Saldurspitze relativ schnell zugänglich ist, werden vielfach beide Gipfel gemeinsam bestiegen. Direkte Anstiege zur Lagaunspitze führen meist über den Nordost- oder den Südostgrat.